# Beating Heart
«Beating Heart» —literalmente en español: «Corazón latiente»— es una canción grabada por la cantante británica Ellie Goulding para la banda sonora de la película Divergent (2014). La canción fue escrita por Goulding y Joe Janiak, y producido por Greg Kurstin. Se lanzó en mayo de 2014, como el segundo sencillo del álbum. El 24 de febrero de 2014, «Beating Heart» se estrenó en el sitio web de Entertainment Weekly, así como en BBC Radio 1 como Hottest Récord de Zane Lowe. El día siguiente, la pista se puso a disposición para la pre-orden como parte de la banda sonora divergente en iTunes en Estados Unidos. Un lyric video con escenas de la película fue subido al canal Vevo oficial de Goulding el 24 de febrero de 2014, mientras que el vídeo musical oficial se estrenó en MTV el 11 de marzo y cuenta con la dirección de Ben Newbury. Alcanzó el número 9 en lista de sencillos del Reino Unido convirtiéndose en la séptima canción de Goulding en ingresar en la lista de las diez más populares en este territorio.

## Lista de canciones
| Sencillo digital |                 |          |  |
| N.º              | Título          | Duración |  |
| 1.               | «Beating Heart» | 3:32     |  |

| EP para iTunes |                                 |          |  |
| N.º            | Título                          | Duración |  |
| 1.             | «Beating Heart»                 | 3:32     |  |
| 2.             | «Beating Heart» (Motez Remix)   | 5:21     |  |
| 3.             | «Beating Heart» (Vindata Remix) | 4:48     |  |
| 4.             | «Beating Heart» (Dexcell Remix) | 5:18     |  |

## Posicionamiento en listas
| Listas (2014)                             | Mejor posición |
| ----------------------------------------- | -------------- |
| Australia (ARIA)                          | 38             |
| Bélgica (Ultratip flamenca)               | 2              |
| Bélgica (Ultratip valona)                 | 7              |
| Canadá (Canadian Hot 100)                 | 79             |
| Croacia (ARC 100)                         | 33             |
| Escocia (Scottish Singles Top 40)         | 11             |
| Eslovaquia (Radio Top 100 Chart)          | 56             |
| Estados Unidos (Billboard Hot 100)        | 88             |
| Francia (SNEP)                            | 84             |
| Irlanda (IRMA)                            | 8              |
| Nueva Zelanda (Recorded Music NZ)         | 20             |
| Reino Unido (UK Singles Chart)            | 9              |
| República Checa (Singles Digital Top 100) | 96             |

## Historial de lanzamientos
| País           | Fecha               | Formato                 | Discográfica       |
| -------------- | ------------------- | ----------------------- | ------------------ |
| Estados Unidos | 22 de abril de 2014 | Radio hit contemporáneo | Interscope Records |
| Australia      | 23 de mayo de 2014  | Descarga digital        | Polydor Records    |
| Austria        | 23 de mayo de 2014  | Descarga digital        | Polydor Records    |
| Finlandia      | 23 de mayo de 2014  | Descarga digital        | Polydor Records    |
| Irlanda        | 23 de mayo de 2014  | Descarga digital        | Polydor Records    |
| Países Bajos   | 23 de mayo de 2014  | Descarga digital        | Polydor Records    |
| Nueva Zelanda  | 23 de mayo de 2014  | Descarga digital        | Polydor Records    |
| Suiza          | 23 de mayo de 2014  | Descarga digital        | Polydor Records    |
| Reino Unido    | 25 de mayo de 2014  | Descarga digital        | Polydor Records    |
| Bélgica        | 26 de mayo de 2014  | Descarga digital        | Polydor Records    |
| Dinamarca      | 26 de mayo de 2014  | Descarga digital        | Polydor Records    |
| Grecia         | 26 de mayo de 2014  | Descarga digital        | Polydor Records    |
| Italia         | 26 de mayo de 2014  | Descarga digital        | Polydor Records    |
| Luxemburgo     | 26 de mayo de 2014  | Descarga digital        | Polydor Records    |
| Noruega        | 26 de mayo de 2014  | Descarga digital        | Polydor Records    |
| Portugal       | 26 de mayo de 2014  | Descarga digital        | Polydor Records    |
| España         | 26 de mayo de 2014  | Descarga digital        | Polydor Records    |
| Suecia         | 26 de mayo de 2014  | Descarga digital        | Polydor Records    |